# Мандельштам, Эммануил Хацкелевич
Эммануи́л Ха́цкелевич Мандельшта́м (в быту Макс Емелья́нович, при рождении Эмануэ́ль Ха́цкелевич Мандельшта́м; 16 мая 1838 или 1839, Жагоры — 6 [18] марта 1912, Киев) — русский врач-офтальмолог, доктор медицины, деятель сионистского движения.

## Биография
Родился в Ковенской губернии, в местечке Жагоры, в семье Хацкеля Иоселевича Мандельштама (1813—1905); первоначальное воспитание получил в хедере. Брат И. Е. Мандельштама, племянник Л. И. Мандельштама.
В 1860 году окончил Харьковский университет, после чего практиковал в Чернигове. Впервые упоминается в Российском медицинском списке на 1863 год.
В 1864 году отправился для завершения образования за границу, где работал под руководством Грефе, Вирхова, Гельмгольца; был ассистентом в клинике известного окулиста Пафенштехера, специализировался по офтальмологии.
После возвращения в Российскую империю, в 1868 году Мандельштамм сдал экзамен на доктора медицины при Военно-медицинской академии, и вскоре был избран приват-доцентом Киевского университета, где в этом звании состоял 12 лет. В течение 4 лет Мандельштамм исполнял обязанности директора глазной клиники профессора Иванова. Несмотря на избрание факультета, совет университета трижды отверг кандидатуру Мандельштамма, как еврея, на профессорскую кафедру. В 1879 году Мандельштам устроил в Киеве глазную клинику.
Общественная деятельность началась с 1881 года, когда он принял участие в Игнатьевской комиссии о пострадавших от погромов, он основал Комитет помощи жертвам погромов и привлёк к участию в нём еврейские и некоторые нееврейские круги Киева.
В 1883 году Мандельштам, вместе с Л. Пинскером, М. Л. Лилиенблюмом и Г. Шапиро, на собрании еврейских представителей в Одессе был одним из инициаторов палестинофильского движения «Ховевей Цион».
В 1897 года Мандельштам вместе с Герцелем и Нордау стал во главе сионистского движения. Принимал участие во всех конгрессах сионистов, отдельные его статьи по данному вопросу помещены в «Die Welt» и «Ost und West». После Базельского конгресса 1903 года Мандельштам перешёл в ряды территориалистов. Мандельштамм много работал в деле эмиграции русских евреев (Гальвестонское дело), которое осуществляло Jewish Immigrant Information Bureau.
Похоронен на Лукьяновском еврейском кладбище, после ликвидации которого в 1962 году надгробный памятник был перенесён на Берковецкое кладбище.
М. Е. Мандельштам — автор множества трудов, написанных большей частью на немецком языке. В 1888—1989 годах был издан целый ряд его лекций о глазных болезнях в пяти томах. Был председателем Киевского общества офтальмологов, почётным членом Киевского общества врачей и благотворительных еврейских обществ. Был членом Киевского комитета Конституционно-демократической партии.

## Семья
Внучка — биохимик, доктор биологических наук, профессор Евгения Лазаревна Розенфельд (1907—1994).
Племянницы — скрипачка Анна Ромбро и пианистка Елена Ромбро (1871—1952).

## Труды
- Клинические лекции по глазным болезням / [Соч.] Д-ра Э. Мандельштама, в Киеве. Вып. 1-5. — Москва : тип. Т. И. Гаген, 1888—1894. — 5 т.;
- Вступительная речь д-ра Мандельштама, председателя К[иевского] о[фтальмологического] о[бщества] : Прил. к Протоколу 1 заседания. — [Москва] : т-во скоропеч. А. А. Левенсон, ценз. 1905. — 10 с.